# Smalbladig lungört
Smalbladig lungört (Pulmonaria angustifolia) är en ört med blommor som är röda när knopparna spricker upp, men senare blir blå. 

## Kännetecken
Smalbladig lungört är flerårig och blommar i maj. Den har som namnet antyder smalare blad än sina nära släktingar lungört och  fläcklungört.

## Utbredning
Smalbladig lungört förekommer sällsynt i södra Sverige.

## Etymologi
Det vetenskapliga namnet angustifolia betyder smalbladig på latin.